# 맬 휫필드
맬빈 ("맬") 그레스턴 휫필드(Malvin ("Mal") Greston Whitfield, 1924년 10월 11일 ~ 2015년 11월 18일)는 전 미국의 육상 선수이다. 그는 1948년과 1952년 하계 올림픽 800m 2관왕이며, 총 5개의 올림픽 메달(금메달 3개, 은메달 1개와 동메달 1개)을 획득하였다.

## 인물
텍사스주 베이시티에서 태어난 휫필드는 1943년 터스키기 항공술의 일원으로서 미국 육군 항공대에 입대하였다. 제2차 세계 대전이 끝난 후, 그는 군사에 남아있었으나 오하이오 주립 대학교에 등록하였다. 1950년대 초반에 그는 또한 한국 전쟁에 참전하여 미국 공군에 복무하였다. 대학에서 수학하는 동안 800m(1948)와 880 야드(1949)에서 NCAA 타이틀을 우승하였다. 대학을 떠난 후, 그는 800m(1949~51), 880 야드(1953~54)와 400m(1952)에서 AAU 타이틀을 우승하였다. 그는 1951년 팬아메리칸 게임에서 800m를 우승하기도 하였다.
1948년 런던 올림픽에서 휫필드는 800m를 우승하고 1600m 릴레이 우승 팀의 일원이었다. 또한 400m 동메달을 따기도 하였다. 4년 후, 헬싱키 올림픽에서 800m 승리를 되풀이하였다. 또한 1600m 릴레이에서 2위를 하기도 하였다. 1950년에 그는 880 야드에서 1분 49,2초의 세계 기록을 세웠고, 1952년 1분 48.6초로 떨어뜨렸다. 1954년 제임스 E. 설리반 상을 수상하였으며, 그 상이 수여되는 데 흑인 선수로는 처음이었다. 캘리포니아 주립 대학교 로스앤젤레스의 학생으로 있는 동안에 1956년 멜버른 올림픽을 좁게 놓치고, 곧 육상에서 은퇴하였다. 졸업 후, 미국 국방부를 위하여 일하고 아프리카에서 스포츠 진료소들을 지휘하였다.
아프리카에서 자신의 47년 동안, 휫필드는 올림픽 선수와 올아프리카 경기 챔피언으로서 자신들의 나라들을 대표한 수십명의 선수들을 훈련하고 상담하였다. 그는 또한 5,000명 이상의 아프리카 선수들이 미국에서 공부하는 데 스포츠 장학금을 마련하였다. 외교관으로서 자신의 경력 동안에 드는 132개국 이상을 여행하고, 아프리카 선수들을 훈련하고 개발하는 데 주요 역할을 하였다.
1978년 오하이오 주립 대학교 명예의 전당에 헌액되었다. 92세의 나이로 워싱턴 D. C.에서 사망하였다.